# Happiness (Hurts)
Happiness è il primo album in studio del gruppo musicale britannico Hurts, pubblicato il 6 settembre 2010 dalla RCA Records.

## Descrizione
Happiness è stato anticipato tra maggio e agosto dai singolo Better Than Love e Wonderful Life, entrambi di particolare successo in diversi stati europei. L'album si compone di undici, di cui uno inciso in duetto con Kylie Minogue, Devotion.
Il 31 ottobre 2011 il gruppo ha pubblicato un'edizione deluxe dell'album, contenente le varie b-side dei singoli resi disponibili fino a quel momento, alcune rarità (tra cui il singolo natalizio All I Want for Christmas Is New Year's Day) e un DVD contenente il loro concerto a Berlino e tutti i video musicali.

## Tracce
Testi e musiche di Hurts, eccetto dove indicato.
1. Silver Lining – 4:57 (musica: Hurts, The Nexus)
2. Wonderful Life – 4:14 (musica: Hurts, Joseph Cross)
3. Blood, Tears & Gold – 4:18 (musica: Hurts, The Nexus)
4. Sunday – 3:52
5. Stay – 3:55
6. Illuminated – 3:18 (musica: Hurts, The Nexus)
7. Evelyn – 3:54
8. Better Than Love – 3:33 (musica: Hurts, Joseph Cross)
9. Devotion – 4:12
10. Unspoken – 4:46
11. The Water – 3:38
12. Verona – 2:13 – traccia fantasma

Tracce bonus nell'edizione di iTunes
1. Wonderful Life (Video) – 4:15
2. Wonderful Life (New Version) (Video) – 4:04
3. Better Than Love (Video) – 4:11

Tracce bonus nell'edizione giapponese
1. Happiness – 3:27
2. Affair – 6:27
3. Mother Nature – 2:50 (musica: Hurts, Andrew Frampton)
4. Better Than Love (Jamaica Remix) – 4:21
5. Wonderful Life (Arthur Baker Remix, Kitsuné Version) – 10:04 – contiene la traccia fantasma Verona

Contenuto bonus nell'edizione deluxe
- CD

1. Verona – 2:13
2. Affair – 6:26
3. Happiness – 3:23
4. Mother Nature – 2:48 (musica: Hurts, Andrew Frampton)
5. Confide in Me (Live Studio Version) – 3:37 (Owain Barton, Dave Seaman, Steve Anderson) – originariamente interpretata da Kylie Minogue
6. Sunday (Demo) – 2:33
7. Devotion (Demo) – 3:49
8. All I Want for Christmas Is New Year's Day – 4:34

- DVD – Live in Berlin and all music videos

1. Intro – 2:12
2. Silver Lining – 4:45
3. Wonderful Life – 4:17
4. Happiness – 3:37
5. Blood, Tears & Gold – 4:24
6. Evelyn – 4:14
7. Sunday – 4:27
8. Verona – 2:17
9. Unspoken – 4:36
10. Mother Nature – 3:11
11. Devotion – 4:12
12. Confide in Me – 5:04 (Owain Barton, Dave Seaman, Steve Anderson) – originariamente interpretata da Kylie Minogue
13. Illuminated – 3:30
14. Stay – 3:41
15. Gloomy Sunday – 3:03
16. Better Than Love – 5:23
17. Blood, Tears & Gold (Video) – 4:31
18. Wonderful Life (Original) (Video) – 4:15
19. Better Than Love (Video) – 4:11
20. Wonderful Life (Video) – 4:04
21. Stay (Video) – 4:09
22. Sunday (Video) – 4:00
23. Illuminated (Video) – 3:28
24. All I Want for Christmas Is New Year's Day (Video) – 4:32

## Formazione
Gruppo
- Adam Anderson – programmazione (eccetto traccia 10), strumentazione
- Theo Hutchcraft – voce, programmazione (eccetto traccia 10), strumentazione

Altri musicisti
- Jonas Quant – programmazione e strumentazione (tracce 1, 3-9), tastiera (traccia 10)
- The Nexus – programmazione e strumentazione (tracce 1, 3, 6)
- Stephen Kozmeniuk – chitarra (traccia 1), chitarra aggiuntiva (traccia 4)
- Paulo Mendonca – coro (traccia 1), chitarra (introduzione traccia 10)
- Hilary Marsden – sassofono e clarinetto (traccia 2)
- Salome Kent – violino (traccia 3)
- Tina Sunnero – coro (traccia 5)
- Jennifer Götvall – coro (traccia 5)
- Karianne Arvidsson – coro (traccia 5)
- Malin Abrahamsson – coro (traccia 5)
- Johan Håkansson – batteria (tracce 7 e 10)
- Joseph Cross – strumentazione e programmazione (traccia 8)
- Kylie Minogue – voce aggiuntiva (traccia 9)
- Simon Hale – arrangiamento e direzione strumenti ad arco (tracce 10 e 11)
- London Studio Orchestra – strumenti ad arco (tracce 10 e 11)
- Perry Montague-Mason – primo violino (tracce 10 e 11)

Produzione
- Hurts – produzione
- Jonas Quant – produzione (eccetto tracce 2 e 11), produzione aggiuntiva (traccia 2)
- The Nexus – produzione aggiuntiva (tracce 1, 3 e 6)
- Joseph Cross – produzione (tracce 2 e 8)
- Stepehen Kozmeniuk – ingegneria del suono (tracce 4, 5, 7 e 10)
- Niall Acott – registrazione strumenti ad arco (tracce 10 e 11)
- Mike "Spark" Stent – missaggio
- Matt Green – assistenza al missaggio
- George Marino – mastering

## Classifiche
| Classifica (2010/11) | Posizione massima |
| -------------------- | ----------------- |
| Austria              | 2                 |
| Belgio (Fiandre)     | 11                |
| Belgio (Vallonia)    | 34                |
| Danimarca            | 7                 |
| Finlandia            | 3                 |
| Francia              | 135               |
| Germania             | 2                 |
| Grecia               | 1                 |
| Irlanda              | 9                 |
| Italia               | 16                |
| Paesi Bassi          | 18                |
| Polonia              | 2                 |
| Regno Unito          | 4                 |
| Spagna               | 69                |
| Svezia               | 4                 |
| Svizzera             | 2                 |

## Date di pubblicazione
| Paese       | Data              | Etichetta                 | Formato/i                        | Edizione |
| ----------- | ----------------- | ------------------------- | -------------------------------- | -------- |
| Germania    | 27 agosto 2010    | Sony Music                | CD, download digitale, streaming | Standard |
| Irlanda     | 3 settembre 2010  | Major Label, RCA Records  | CD, download digitale, streaming | Standard |
| Regno Unito | 6 settembre 2010  | Major Label, RCA Records  | CD, download digitale, streaming | Standard |
| Stati Uniti | 6 settembre 2010  | RCA Records               | Download digitale                | Standard |
| Polonia     | 6 settembre 2010  | Sony Music                | CD, download digitale            | Standard |
| Italia      | 7 settembre 2010  | Sony Music                | CD, download digitale            | Standard |
| Scandinavia | 8 settembre 2010  | Sony Music                | CD, download digitale            | Standard |
| Australia   | 10 settembre 2010 | Sony Music                | CD, download digitale            | Standard |
| Brasile     | 22 ottobre 2010   | Sony Music                | CD, download digitale            | Standard |
| Giappone    | 3 novembre 2010   | Sony Music                | CD, download digitale            | Standard |
| Francia     | 15 novembre 2010  | Sony Music                | CD, download digitale            | Standard |
| Germania    | 19 novembre 2010  | Sony Music, Four Music    | CD+LP                            | Standard |
| Germania    | 28 ottobre 2011   | Sony Music                | CD+DVD, download digitale        | Deluxe   |
| Stati Uniti | 28 ottobre 2011   | Epic Records              | Download digitale                | Deluxe   |
| Regno Unito | 31 ottobre 2011   | Major Label, Epic Records | CD+DVD, download digitale        | Deluxe   |
| Italia      | 8 novembre 2011   | Sony Music                | CD+DVD, download digitale        | Deluxe   |